# Vekusina
Vekusina es un género de foraminífero bentónico de estatus incierto, aunque considerado perteneciente a la Familia Nodosariidae, de la Superfamilia Nodosarioidea, del Suborden Lagenina y del Orden Lagenida. Su especie-tipo es Vekusina amygdala. Su rango cronoestratigráfico abarcaba el Volgiense (Jurásico superior).

## Clasificación
Vekusina incluye a la siguiente especie:
- Vekusina amygdala †